# 고노즈정
고노즈정(都野津町)은 시마네현 나카군에 속해있던 정이다.